# Wohn- und Wirtschaftsgebäude Altluneberger Straße 132
Das Wohn- und Wirtschaftsgebäude Altluneberger Straße 132 im niedersächsischen Schiffdorf-Wehdel, Ortsteil Altluneberg, im Landkreis Cuxhaven stammt aus dem 19. Jahrhundert.
Aktuell (2024) wird es wohl als Wohnhaus und landwirtschaftlich oder geweblich genutzt.
Das Gebäude steht unter Denkmalschutz (siehe auch Liste der Baudenkmale in Schiffdorf).

## Beschreibung
Altluneberg bei Wehdel ist ein mittelalterliches kleines Haufendorf.
Das eingeschossige giebelständige Wohn- und Wirtschaftsgebäude von nach 1827 als Zweiständer-Hallenhaus, in Fachwerk mit Steinausfachungen mit reetgedecktem Krüppelwalmdach, Niedersachsengiebel und der rundbogigen Grooten Door war Teil des Rittergutes Altluneberg.
Das Landesdenkmalamt befand u. a.: „ − als Teil des Rittergutes Altluneberg besteht aus geschichtlichen und städtebaulichen Gründen ein öffentliches Interesse.“